# Emathion (Sohn des Tithonos)
Emathion (altgriechisch Ἠμαθίων Ēmathíōn) ist eine Figur der griechischen Mythologie. 
Emathion ist der Sohn der Eos und des Tithonos und Bruder des Memnon, bei Diodor ist er der König von Äthiopien, in der Bibliotheke des Apollodor von Arabien. Quintus von Smyrna nennt ihn als Gatten der Pedasis und Vater des Atymnios. Er wird von Herakles getötet, als dieser auf dem Weg war, die Äpfel der Hesperiden zu beschaffen.